# Jango (webbplats)
Jango är en gratis reklamfinansierad webbplats för strömmad musik där man kan skapa egna radiostationer. Man gör detta genom att välja en favoritartist och sajten spelar då låtar med den artisten och liknande artister. Django startades 2007 av Daniel Kaufman och Chris Dowhan.